# トランサーズ/未来警察2300
『トランサーズ/未来警察2300』（原題：Trancers）は、1984年制作のアメリカ合衆国のSFアクション映画。日本では劇場未公開。シリーズ化され、第7作まで制作された。

## あらすじ
西暦2300年の未来世界から、狂信的カルトの教祖が1985年の世界に逃亡した。
教祖はロサンゼルス市警察の刑事ホイッスラーに憑依、他人を次々と自分の使い“トランサー”に仕立て上げて殺人を重ねていく。
未来世界の敏腕刑事ジャック・デスは教祖の凶行を止めるべく、自らも1985年の世界に降り立ち、教祖と対決する。

## キャスト
- ジャック・デス（英語版）：ティム・トマーソン
- リーナ：ヘレン・ハント
- ホイッスラー：マイケル・ステファニー
- レインズ：テルマ・ホプキンス
- アッシュ：アン・シーモア
- マクナルティ：アート・ラフルー
- スペンサー：リチャード・ハード

## シリーズ作品
- Trancers　　　　「トランサーズ/未来警察2300」(1984年) - 本作
- Trancers 1.5　　「Trancers: City of Lost Angels（英語版）」 (1988年撮影) - 20分の短編（2013年ブルーレイ収録）
- Trancers II　　　「Trancers II: The Return of Jack Deth（英語版）」 (1991年)
- Trancers III　　「トランサーズ2360（英語版）」 （1992年）
- Trancers Ⅳ　　「タイム刑事（でか）（英語版）」（1994年）
- Trancers Ⅴ　　「あぶないタイム刑事（でか）（英語版）」（1994年）
- Trancers Ⅵ　　「Trancers 6（英語版）」(2002年)

### 関連作品
- Evil Bong（英語版） (2006年) - 主人公のジャック・デスのゲスト出演

- Pulse Pounders（英語版） (2012年公開：1988年撮影)  -  制作会社の倒産で放映されなかったフィルムの一部が2011年に発見され、2012年8月11日に本タイトルのオムニバス作品として、シカゴ・フラッシュバック・ウィークエンド・ホラー・コンペンションにて上映。（「Trancers: City of Lost Angels」、「SFダンジョン・マスター/魔界からの脱出（英語版）」、「The Evil Clergyman（英語版）」3作品の各続編の一部をまとめたオムニバス）。